# Janalychas heurtaultae
Espèce
Synonymes
- Lychas heurtaultae Kovařík, 1997

Janalychas heurtaultae est une espèce de scorpions de la famille des Buthidae.

## Distribution
Cette espèce est endémique du Népal.

## Description
Le mâle holotype mesure 37,1 mm et la femelle paratype 41,4 mm

## Systématique et taxinomie
Cette espèce a été décrite sous le protonyme Lychas heurtaultae par Kovařík en 1997. Elle est placée dans le genre Janalychas par Kovařík en 2019.

## Étymologie
Cette espèce est nommée en l'honneur de Jacqueline Heurtault.

## Publication originale
- Kovařík, 1997 : « Revision of the genera Lychas and Hemilychas, with descriptions of six new species (Scorpiones: Buthidae). » Acta Societatis Zoologicae Bohemicae, vol. 61, p. 311-371 (texte intégral).